# Мозговенко, Вячеслав Васильевич
Вячеслав Васильевич Мозговенко (9 апреля 1991, с. Ильинское, Краснодарский край, РСФСР, СССР) — российский военнослужащий, младший лейтенант. Участник российского вторжения на Украину с 2022 года. Герой Российской Федерации (2024).

## Биография
Родился 9 апреля 1991 года в селе Ильинское Краснодарского края. 
Окончил 9 классов местной школы, после чего получил среднее специальное образование в Ростове-на-Дону.
С 2010 по 2011 год проходил срочную военную службу в 10-й отдельной бригаде специального назначения Главного управления Генерального штаба ВС РФ. Обучился снайперскому делу. Позже принял решение перейти на военную службу по контракту в своей части. С 2011 по 2016 год принимал участие в качестве снайпера в командировках для выполнения специальных заданий, в том числе в боевых условиях. Принимал в 2014 году участие в операции по возвращению Крыма в состав России. В 2016 году уволился с военной службы в запас.
В 2020 году заключил контракт с Министерством обороны РФ и вновь вернулся в армию — только в Воздушно-десантные войска РФ. Проходил службу в 108-м гвардейском десантно-штурмовом Кубанском казачьем ордена Красной Звезды полку 7-й гвардейской десантно-штурмовой Краснознамённой орденов Суворова и Кутузова дивизии. В первое время являлся автоматчиком, затем перешёл в наводчики-операторы на боевой машине десанта. 
С 2022 года принимал участие во вторжении России на Украину. Согласно утверждениям российских СМИ, в июне 2023 года — после разрушения Каховской ГЭС — Мозговенко, находясь в машине в составе российской военной колонны в Херсонской области, отбил рукой украинский беспилотник, в результате детонации которого потерял кисть руки. 

## Звания и награды
- Герой Российской Федерации (2024)[3][4].
- Орден Мужества.
- Медаль « За отвагу».